# Bunuri mobile din domeniul istorie clasate în patrimoniul cultural național al României aflate în județul Brăila
Acestă listă conține bunurile mobile din domeniul istorie clasate în Patrimoniul cultural național al României aflate la momentul clasării în județul Brăila.

## Tezaur
| Foto | Informații generale       | Detalii tehnice                                                                                      | Descriere | Deținător              | Legături |
| ---- | ------------------------- | --- | --- | ---------------------- | -------- |
|      | Lupă de citit             | Datare: 1900 Școală: Atelier Eikow Dimensiuni: I: 9,5 cm Material: metal; sticlă                     | Lupa este montată pe suport trepied, cu role pentru deplasare. Pe unul din picioarele sale este inscripționată marca "EIKOW / PAT. PEND" și sigla fabricii. | Muzeul Brăilei, Brăila | Cimec    |
|      | Mașină de scris portabilă | Datare: 1900 Școală: Remington Portable Dimensiuni: I: 11 cm Material: metal; ebonită; lemn; vinilin | Este mașina care l-a însoțit pe Panait Istrati, în călătoria din Rusia sovietică, între 1927 și 1929, cu care și-a redactat impresiile (Spovedanie pentru învinși). Remington este una dintre cele mai importante firme producătoare de mașini de scris, din secolul trecut. | Muzeul Brăilei, Brăila | Cimec    |
|      | Ceas                      | Datare: 1900 Școală: Record Watch C. S.A. TRAMELAN Material: metal; argint; sticlă                   | Ceasul este în stare de funcționare și își păstrează integritatea și caracteristicile inițiale. Capacele și carcasa din argint sunt unicate; inscripțiile și codul de fabricație atestă autenticitatea produsului. | Muzeul Brăilei, Brăila | Cimec    |
|      | Agendă                    | Datare: 1935 Material: hârtie; carton; vinilin                                                       | Conține date importante despre personalități ale secolului trecut, adrese, numere de telefon, date importante pentru istoria literară, însemnări de scriitor. | Muzeul Brăilei, Brăila | Cimec    |
|      | Agendă                    | Datare: 1927 Material: hârtie; carton; vinilin                                                       | Conține date importante despre personalități ale secolului trecut, unele legate de călătoria în Rusia Sovietică, adrese, numere de telefon, însemnări de scriitor. | Muzeul Brăilei, Brăila | Cimec    |
|      | Casetă                    | Datare: 1759 Școală: Atelier european; Italia Dimensiuni: I: 36 Material: lemn; metal comun          | Pe capac două panouri delimitate de o ramă dreptunghiulară, în interiorul acestora, aplicații de lemn sculptat: stânga, amoraș cântând la harpă, dreapta, amoraș cântând la fluier. Pe față, două panouri delimitate de rame, arcuite în partea de sus: stânga, amoraș cu arc și săgată călărind un animal fantastic (cal cu aripi, iar coada sub forma unei frunze); dreapta, amoraș cu arc și săgată călărind un animal fantastic (cap de lebădă, coadă de delfin). Încuietoare metalică dublă, cu chei ce se acționează simultan; lateral brățări metalice pentru transport; piciorușe ornamentate; nituri de fier. | Muzeul Brăilei, Brăila | Cimec    |
|      | Lupă de citit             | Datare: 1/4 sec. XX Școală: Carl Zeiss Material: sticlă; metal                                       | Cele două lupe au fost folosite la descifrarea manuscriselor eminesciene. Execuție tehnică superioară în renumitul centru al opticii germane, atelierele Carl Zeiss din Jena; ineditul conceperii a două dispozitive optice identice pentru folosire simultană. | Muzeul Brăilei, Brăila | Cimec    |
|      | Lupă de citit             | Datare: 1/4 sec. XX Școală: Atelier german Dimensiuni: D: 5 cm Material: sticlă; alamă               | Cele două lupe au fost folosite la descifrarea manuscriselor eminesciene. Execuție tehnică superioară inedită prin concepția realizării suportului pentru citire prin translatare pe suportul scris, tipărit. | Muzeul Brăilei, Brăila | Cimec    |